# Mithun Chowdhury
Mithun Chowdhury Mithun (sinh ngày 10 tháng 2 năm 1989) là một cầu thủ bóng đá người Bangladesh thi đấu ở vị trí tiền đạo cho Sheikh Russel KC và đội tuyển quốc gia Bangladesh. Anh ra mắt quốc tế năm 2009. Anh dẫn dắt đội tuyển U-23 đấu với Kuwait tại Vòng loại bóng đá Thế vận hội năm 2012. Tại Vòng loại Giải vô địch bóng đá thế giới 2014, bàn thắng của anh phá vỡ thế cân bằng trước Liban ở hiệp hai với chiến thắng đáng nhớ 2-0 win tại Dhaka.